# Вацлав Залеський (політик)
Вацлав Залеський (нім. Wenzel Graf von Zaleski; пол. Wacław hrabia Zaleski; *28 червня 1868, Лемберг, Королівство Галичини та Володимирії, Австро-Угорщина — †24 грудня 1913, Мірано, Тіроль, Австро-Угорщина) — австро-угорський державний діяч польського походження. У 1911 — міністр без портфеля (фактично — у справах Галичини) і короткий час — виконувач обов'язків міністра землеробства Цислейтанії. У 1911–1913 — міністр фінансів Цислейтанії.

## Біографія
Походив з аристократичної сім'ї, син політичного діяча Філіпа Залеського. Галицький поміщик, володів землями в районі Скалата. Політично примикав до консервативного крила польсько-австрійської аристократії. Працював на державній службі, був довіреною особою і радником імператора Франца Йосипа I. Обирався депутатом ландтагу Галичини і Лодомерії. На перших всенародних виборах Рейхсрата в 1911 був обраний депутатом парламенту від округу Бережани-Баранівка-Гутиско. В уряді Ріхарда фон Бінерт-Шмерлінга тимчасово обіймав посади заступника міністра шляхів сполучення і керівника департаменту в Міністерстві землеробства.
9 січня 1911 отримав посаду міністра без портфеля (відповідав за представництво інтересів Галичини). 3 — 19 листопада одночасно виконував обов'язки міністра землеробства.
19 листопада 1911 зайняв пост міністра фінансів в новому уряді Карла фон Штюргка. Перебуваючи на міністерському посту відмовився підвищувати податки, виступав проти державної лотереї. Брав участь в ухваленні рішення про початок будівництва водного каналу Краків — Заторек. 5 жовтня 1913 по станом здоров'я пішов у відставку. Через недовгий час помер в будинку для літніх людей Martinsbrunn в Мерані.